# Charleston Lake
Charleston Lake är en sjö i Kanada.   Den ligger i countyt United Counties of Leeds and Grenville och provinsen Ontario, i den sydöstra delen av landet, 100 km söder om huvudstaden Ottawa. Charleston Lake ligger 85 meter över havet. Arean är 27,1 kvadratkilometer. Den sträcker sig 11,2 kilometer i nord-sydlig riktning, och 7,1 kilometer i öst-västlig riktning.
Omgivningarna runt Charleston Lake är en mosaik av jordbruksmark och naturlig växtlighet. Runt Charleston Lake är det glesbefolkat, med 12 invånare per kvadratkilometer.